# Guapiara (kommun)
Guapiara är en kommun i Brasilien.   Den ligger i delstaten São Paulo, i den södra delen av landet, 900 km söder om huvudstaden Brasília. Antalet invånare är 17 988.
Följande samhällen finns i Guapiara:
- Guapiara

I omgivningarna runt Guapiara växer i huvudsak städsegrön lövskog. Runt Guapiara är det glesbefolkat, med 15 invånare per kvadratkilometer.